# بيديمونتي
بيديمونتي (بالإيطالية: Pedemonte)‏ هي مدينة وبلدية في مقاطعة فشنزة في منطقة فنيتة، شمال إيطاليا.